# Neomochtherus illustris
Neomochtherus illustris är en tvåvingeart som först beskrevs av Ignaz Rudolph Schiner 1867.  Neomochtherus illustris ingår i släktet Neomochtherus och familjen rovflugor. Inga underarter finns listade i Catalogue of Life.